# Omaloplia erythroptera
Omaloplia erythroptera är en skalbaggsart som beskrevs av Imre Frivaldszky 1835. Omaloplia erythroptera ingår i släktet Omaloplia och familjen Melolonthidae. Inga underarter finns listade i Catalogue of Life.